# Ngundi (C.20) jezici
Ngundi (C.20) jezici, nekadašnja podskupina nigersko-kongoanske porodice jezika iz Konga i Srednjoafričke Republike. 
Obuhvaća (6) jezika koja čine dio šire sjeverozapadne bantu skupine u zoni C. Predstavnici su.: 
1. bomitaba ili bamitaba [zmx], 9.600 u Kongu (2000); danas u Ngondi (C.14)
2. bongili ili bokiba [bui], 4,000 (Kongo); danas u Ngondi (C.15)
3. dibole ili babole [bvx], 4,000 (1989 SIL); danas u Ngondi (C.101)
4. mbati ili isongo [mdn], 60,000 (1996);  Ngondi (C.13)
5. ngundi ili ingundi [ndn], 3.000 (2004); Ngondi (C.11)
6. pande ili ipande [bkj], 9.700 (1996); Ngondi (C.12)

## Vanjske poveznice
- Ethnologue (14th)[neaktivna poveznica]
- Ethnologue (15th)